# Giro di Sardegna 1996
Il Giro di Sardegna 1996, venticinquesima edizione della corsa, valevole come Settimana Ciclistica Internazionale, si svolse dal 27 al 31 marzo 1996 su un percorso di 890,9 km, suddiviso su 5 tappe, con partenza da Quartu Sant'Elena e arrivo a Tempio Pausania, nell'omonima regione italiana. La vittoria fu appannaggio dell'italiano Gabriele Colombo, che completò il percorso in 23h18'09", alla media di 38,318 km/h, precedendo i connazionali Adriano Baffi e Maurizio Fondriest.

## Tappe
| Tappa  | Data     | Percorso                              | km    | Vincitore di tappa     | Leader cl. generale |
| ------ | -------- | ------------------------------------- | ----- | ---------------------- | ------------------- |
| 1ª     | 27 marzo | Quartu Sant'Elena > Quartu Sant'Elena | 167   | Denis Zanette          | Denis Zanette       |
| 2ª     | 28 marzo | Cagliari > Cagliari                   | 181,9 | Džamolidin Abdužaparov | Denis Zanette       |
| 3ª     | 29 marzo | Cagliari > Nuoro                      | 205   | Marco Antonio Di Renzo | Gabriele Colombo    |
| 4ª     | 30 marzo | Nuoro > Alghero                       | 194   | Ján Svorada            | Gabriele Colombo    |
| 5ª     | 31 marzo | Alghero > Tempio Pausania             | 145   | Adriano Baffi          | Gabriele Colombo    |
| Totale | Totale   | Totale                                | 890,9 |                        |                     |

## Dettagli delle tappe

### 1ª tappa
- 27 marzo: Quartu Sant'Elena > Quartu Sant'Elena – 167 km

Risultati
| Pos. | Corridore      | Squadra  | Tempo    |
| ---- | -------------- | -------- | -------- |
| 1    | Denis Zanette  | Aki      | 4h17'33" |
| 2    | Adriano Baffi  | Mapei-GB | s.t.     |
| 3    | Evgenij Berzin | Gewiss   | s.t.     |

| Pos. | Corridore      | Squadra  | Tempo    |
| ---- | -------------- | -------- | -------- |
| 1    | Denis Zanette  | Aki      | 4h17'33" |
| 2    | Adriano Baffi  | Mapei-GB | a 2"     |
| 3    | Evgenij Berzin | Gewiss   | a 4"     |

### 2ª tappa
- 28 marzo: Cagliari > Cagliari – 181,9 km

Risultati
| Pos. | Corridore              | Squadra | Tempo    |
| ---- | ---------------------- | ------- | -------- |
| 1    | Džamolidin Abdužaparov | Refin   | 4h36'20" |
| 2    | Ján Svorada            | Panaria | s.t.     |
| 3    | Mirko Rossato          | Scrigno | s.t.     |

| Pos. | Corridore         | Squadra    | Tempo    |
| ---- | ----------------- | ---------- | -------- |
| 1    | Denis Zanette     | Aki        | 8h56'18" |
| 2    | Adriano Baffi     | Mapei-GB   | a 2"     |
| 3    | Ger. Pierdomenico | Cantina T. | a 4"     |

### 3ª tappa
- 29 marzo: Cagliari > Nuoro – 205 km

Risultati
| Pos. | Corridore              | Squadra    | Tempo    |
| ---- | ---------------------- | ---------- | -------- |
| 1    | Marco Antonio Di Renzo | Cantina T. | 5h50'51" |
| 2    | Gianpaolo Mondini      | Amore & V. | a 49"    |
| 3    | Gabriele Colombo       | Gewiss     | a 11'46" |

| Pos. | Corridore              | Squadra    | Tempo     |
| ---- | ---------------------- | ---------- | --------- |
| 1    | Gabriele Colombo       | Gewiss     | 15h01'07" |
| 2    | Adriano Baffi          | Mapei-GB   | a 41"     |
| 3    | Marco Antonio Di Renzo | Cantina T. | s.t.      |

### 4ª tappa
- 30 marzo: Nuoro > Alghero – 194 km

Risultati
| Pos. | Corridore              | Squadra | Tempo    |
| ---- | ---------------------- | ------- | -------- |
| 1    | Ján Svorada            | Panaria | 4h56'07" |
| 2    | Džamolidin Abdužaparov | Refin   | s.t.     |
| 3    | Mirko Rossato          | Scrigno | s.t.     |

| Pos. | Corridore              | Squadra    | Tempo     |
| ---- | ---------------------- | ---------- | --------- |
| 1    | Gabriele Colombo       | Gewiss     | 19h57'14" |
| 2    | Adriano Baffi          | Mapei      | a 40"     |
| 3    | Marco Antonio Di Renzo | Cantina T. | a 41"     |

### 5ª tappa
- 31 marzo: Alghero > Tempio Pausania – 145 km

Risultati
| Pos. | Corridore          | Squadra  | Tempo    |
| ---- | ------------------ | -------- | -------- |
| 1    | Adriano Baffi      | Mapei-GB | 3h20'59" |
| 2    | Gabriele Colombo   | Gewiss   | s.t.     |
| 3    | Maurizio Fondriest | Roslotto | s.t.     |

| Pos. | Corridore          | Squadra  | Tempo     |
| ---- | ------------------ | -------- | --------- |
| 1    | Gabriele Colombo   | Gewiss   | 23h18'09" |
| 2    | Adriano Baffi      | Mapei    | a 39"     |
| 3    | Maurizio Fondriest | Roslotto | a 44"     |

## Classifiche finali

### Classifica generale - Maglia azzurra
| Pos. | Corridore            | Squadra              | Tempo     |
| ---- | -------------------- | -------------------- | --------- |
| 1    | Gabriele Colombo     | Gewiss-Playbus       | 23h18'09" |
| 2    | Adriano Baffi        | Mapei-GB             | a 39"     |
| 3    | Maurizio Fondriest   | Roslotto-ZG Mobili   | a 44"     |
| 4    | Germano Pierdomenico | Cantina Tollo-CoBo   | a 47"     |
| 5    | Evgenij Berzin       | Gewiss-Playbus       | s.t.      |
| 6    | Nicola Miceli        | Selle Italia         | a 1'03"   |
| 7    | Gianni Faresin       | Panaria-Vinavil      | s.t.      |
| 8    | Felice Puttini       | Refin-Mobilvetta     | s.t.      |
| 9    | Cristian Gasperoni   | Scrigno-Blue Storm   | s.t.      |
| 10   | Paolo Lanfranchi     | San Marco Group-Fago | s.t.      |

### Classifica scalatori - Maglia rossa
| Pos. | Corridore              | Squadra               | Punti |
| ---- | ---------------------- | --------------------- | ----- |
| 1    | Maurizio Fondriest     | Roslotto-ZG Mobili    | 20    |
| 2    | Marco Antonio Di Renzo | Cantina Tollo-CoBo    | 11    |
| 3    | Gabriele Colombo       | Gewiss-Playbus        | 6     |
| 4    | Gianpaolo Mondini      | Amore & Vita-Galatron | 6     |
| 5    | Adriano Baffi          | Mapei-GB              | 3     |
| 6    | Germano Pierdomenico   | Cantina Tollo-CoBo    | 3     |
| 7    | Andrea Tafi            | Mapei-GB              | 2     |
| 8    | Roberto Petito         | Saeco                 | 1     |
| 9    | Felice Puttini         | Refin-Mobilvetta      | 1     |

### Classifica giovani - Maglia gialla
| Pos. | Corridore            | Squadra            | Tempo     |
| ---- | -------------------- | ------------------ | --------- |
| 1    | Cristian Gasperoni   | Scrigno            | 23h19'12" |
| 2    | Lorenzo Di Silvestro | Cantina Tollo-CoBo | ?         |
| 3    | Andrea Paluan        | Cantina Tollo-CoBo | ?         |
| 4    | David Cañada         | ONCE               | ?         |
| 5    | Giuseppe Di Grande   | Mapei-GB           | ?         |
| 6    | Ricardo Otxoa        | ONCE               | ?         |
| 7    | Daniele Sgnaolin     | Roslotto           | ?         |
| 8    | Serhij Hončar        | Ideal              | ?         |
| 9    | Dario Frigo          | Saeco              | ?         |
| 10   | Marco Vergnani       | Amore & Vita       | ?         |